# 陸元禎
陸元禎（？—？），字季寧，號鍾陽，福建漳州府镇海卫军籍（漳浦縣人）。

## 生平
万历三十一年（1603年）癸卯科福建乡试举人，四十一年（1613年）癸丑科進士，户部觀政，四十二年授户部主事，四十五年管理河西务鈔关，四十六年升河南司员外郎，本年晋户部江西司郎中，四十七年六月升台州府知府，天啓元年以台州兵索饷兵变，被弹劾免官。四年降補真定府同知，六年升承天府知府，改金華府，崇祯元年考察去職。

## 家族
曾祖陸萬立。祖父陸世忠。父陸幼廉，教谕。